# Meconopsis tibetana
Meconopsis tibetana är en vallmoväxtart som beskrevs av Grey-wilson. Meconopsis tibetana ingår i släktet bergvallmor, och familjen vallmoväxter. Inga underarter finns listade i Catalogue of Life.